# Kottageri, Virajpet
Kottageri là một làng thuộc tehsil Virajpet, huyện Kodagu, bang Karnataka, Ấn Độ.